# Jacob Aarup-Andersen
Jacob Aarup-Andersen (født 6. december 1977 i Odense) er en dansk erhvervsleder, der er administrerende direktør for Carlsberg Group.

## Karriere
Jacob Aarup-Andersen er uddannet cand.polit. fra Københavns Universitet i 2002. 
Fra 2002 til 2012 arbejdede han i London for Goldman Sachs, Highbridge Capital og Montrica Investment Management. Herefter fulgte en stilling som chief portfolio manager i Danske Capital fra 2012 til 2014. Jacob Aarup-Andersen blev herefter finansdirektør i Danica Pension, inden han i 2016 kom ind i direktionen i Danske Bank som koncernøkonomidirektør. I Danske Bank skiftede han i 2018 til stillingen som chef for formueforvaltning og senere bankchef.  
Finanstilsynet afviste med henvisning til manglende erfaring 17. oktober 2018 Aarup-Andersen som kommende administrerende direktør i Danske Bank (til at efterfølge Thomas Borgen), på trods af, at han var bestyrelsens enstemmige valg. I 2020 blev det meddelt, at den danske rengøringskoncern ISS hyrede ham som administrerende direktør. Her efterfulgte han Jeff Gravenhorst.
I efteråret 2023 blev Aarup-Andersen administrerende direktør for Carlsberg Group som afløser for Cees 't Hart.

## Personligt
Han og hustruen, Stine Aarup-Andersen, har tre børn. 